# Tianjin Daily Building
Le Tianjin Daily Building (天津日报大厦) est un gratte-ciel de 168 mètres de hauteur (hauteur structurelle maximale) sur 40 étages. La hauteur du toit est de 133 mètres. 
Il est situé à Tianjin dans le nord de la Chine. L'immeuble a été achevé en 1999 (d'après le site chinois disparu skyscraper.cn).
Il abrite des bureaux.
La surface de plancher de l'immeuble est de 30,969 m².